# Мешены (Резинский район)
Мешены, Мешень (рум. Meşeni) — село в Резинском районе Молдавии. Относится к сёлам, не образующим коммуну.

## География
Село расположено примерно в 26 км к западу от города Резина на высоте 165 метров над уровнем моря. Ближайшие населённые пункты — сёла Игнацей и Скорцены. Рядом протекает река.

## Население
По данным переписи населения 2004 года, в селе Мешень проживает 916 человек (484 мужчины, 432 женщины).
Этнический состав села:
| Национальность | Число жителей | Процентный состав |
| -------------- | ------------- | ----------------- |
| молдаване      | 893           | 97,49             |
| румыны         | 18            | 1,97              |
| украинцы       | 3             | 0,33              |
| русские        | 1             | 0,11              |
| болгары        | 1             | 0,11              |
| Всего          | 916           | 100 %             |